# Landschaftsschutzgebiet Sussieksbach und Wohlbrede
Das Landschaftsschutzgebiet Sussieksbach und Wohlbrede mit etwa 9,8 ha Flächengröße liegt im Gemeindegebiet von Leopoldshöhe. Es wurde 2001 mit dem Landschaftsplan Nr. 2 Leopoldshöhe/Oerlinghausen-Nord durch den Kreistag des Kreises Lippe als Landschaftsschutzgebiet (LSG) ausgewiesen.

## Beschreibung
Das Schutzgebiet liegt östlich von Ubbedissen. Im Westen grenzt direkt das Stadtgebiet von Bielefeld an. Im Südwesten grenzt direkt das Naturdenkmal Findlingsgruppe mit Feldgehölz am Judenkirchhof an. Die Bebauung grenzt teils direkt an das LSG. Das LSG umfasst die typischen Sieke des Sussieksbaches und der Wohlbrede (Zuflüsse der Windwehe).
Am Sussieksbach steht ein weitgehend natürlichen Auengehölz, während an der teils stark mäandrierenden Wohlbrede nur lückige Ufergehölze mit Erlen, Weiden und Kopfweiden stehen. An den ausgeprägten Siekböschungen gibt es Hochstaudensäume Schlehen-Weißdorn-Gebüsche. Vereinzelt kommt extensiv genutztes Grünland vor. Hinter dem Oberlauf der Wohlbrede stockt ein naturnaher Laubwald aus Eichen, Buchen und Hainbuchen. Im LSG liegen zahlreiche Teiche, die meist als Fischteiche genutzt werden.

## Schutzzwecke für das LSG
Laut Landschaftsplan erfolgte die Ausweisung des LSG
- „zur Erhaltung und Wiederherstellung der Leistungsfähigkeit des Naturhaushaltes mit seinen vielfältigen Funktionen Wasserschutz, Klimaschutz, Bodenschutz, Biotop- und Artenschutz in einem durch Siedlungsbereiche, Streubebauung und Verkehr stark beanspruchten und z.T. beeinträchtigten Raum,“
- „zur Erhaltung der Nutzungsfähigkeit der Naturgüter,“
- „zur Erhaltung und Entwicklung des für den Planungsraum typischen Landschaftsbildes mit seinen prägenden Tälern, naturnahen Waldbeständen, geomorphologischen Ausprägungen und gliedernden und belebenden Elementen,“
- „zur Erhaltung und Sicherung der besonderen Bedeutung des Planungsraumes für die Erholung.“[1]

## Rechtliche Vorschriften
Im Landschaftsschutzgebiet ist unter anderem das Errichten von Bauten und Fischteichen verboten. Grün- und Brachland darf nicht in eine andere Nutzungsart umgewandelt oder umgebrochen werden. Es ist ferner verboten Hunde frei laufen zu lassen. Vom Verbot ist Hundeeinsatz bei der ordnungsgemäßen Jagd, auf Hof- und Gartenbereichen und der Einsatz von Hütehunden ausgenommen.